# جورج بيلي
جورج بيلي (بالإنجليزية: George Bailey)‏ (29 أكتوبر 1853 في سريلانكا - 10 أكتوبر 1926 في أستراليا) هو لاعب كريكت أسترالي. لعب مع فريق تسمانيا للكريكت.

## وصلات خارجية
- جورج بيلي على موقع إي آس بي آن كريك إنفو (الإنجليزية)